# Alessandra Cerreti
Alessandra Cerreti née le 29 avril 1968 à Messine, en Sicile, est une juge anti-mafia italienne.

## Biographie

### Enfance
Alessandra Cerreti nait le 29 avril 1968 à Messine en Sicile. Durant les années qui suivent sa naissance, la Cosa nostra fait de nombreuses victimes en Italie,. Quand à l'âge de 8 ans en classe on lui demande d'écrire une rédaction sur ce qu'elle veut faire de sa vie, elle écrit qu'elle veut devenir une procureure antimafia pour mettre les gangters en prison.

### Éducation
À l'âge de 19 ans en 1987 elle part étudier le droit à Rome. À 24 ans les assassinats des juges Falcone et Borsellino la marque fortement, tout comme sa génération, et inspirent également ses actions.

### Carrière à Milan et Rome
Cerretti obtient sa maitrise à l'Université de Milan en 1990, et devient juge en 1997. Elle est juge de 1999 à 2009 à Milan, sa carrière à Rome se spécialisant dans l'évasion fiscale, le terrorisme et le crime organisé. Elle enquête sur l'expansion territoriale de la N'drangheta dans l'Italie du Nord, sur les évasions fiscales dans le monde de l'art et sur le terorisme.
Elle épouse un policier antimafia dont elle garde l'identité secrète. Le couple décide de ne pas avoir d'enfants pour ne pas qu'on puisse faire pression sur eux. Elle vit sous protection rapprochée entourée de gardes du corps : elle se déplace dans une voiture blindée, et la porte de son bureau l'est également.

### Mutation à Reggio de Calabre
En 2008, les procureurs antimafia traditionnellement affectés à la lutte contre Cosa nostra Giuseppe Pignatone et Michele Prestipino, accompagnés de Renato Cortese demandent leur transfert en Calabre. La lutte antimafia concentre ses efforts contre la N'Drangheta, dont on a longtemps en Italie sous estimé l'influence et qui a profité de la guerre contre Cosa nostra pour s'étendre, rachetant les dettes de cette dernière auprès des cartels colombiens. Le massacre de Duisbourg en 2007 révèle au monde pour la première fois que les faides de la N'Drangheta se propagent en dehors du sud de l'Italie.
En 2008, Alessandra Cerretti demande son transfert à Reggio de Calabre.
Elle s'oppose à la 'Ndrangheta en utilisant le potentiel de rébellion des femmes du clan pour le bien-être futur de leurs enfants,. Elle est pionnière dans cette méthode, obtenant la collaboration de Lea Garofalo, Maria Concetta Cacciola et Giuseppina Pesce⁣.